# Cjdns
Cjdns — сетевой протокол и его реализация, с помощью которого можно создать масштабируемую, безопасную и простую в настройке сеть. Сеть может работать как поверх интернет-соединения, так и между маршрутизаторами напрямую.

## Интерфейс
Работа сетевого протокола осуществляется через сетевой туннель (TUN). Программы могут работать в данной сети при условии, что они поддерживают протокол IPv6. После установки нужного программного обеспечения трафик автоматически перенаправляется в данную сеть, что позволяет избежать дополнительной настройки программ. В сети для пользователя генерируется IPv6-адрес, который относится к приватной части IPv6-адресов, а, значит, не будут происходить коллизии с реальными IPv6-адресами.
При подключении через обычный интернет нужно найти уже существующий узел сети и узнать его адрес и ключ. При подключении маршрутизатор-маршрутизатор все происходит самостоятельно.

## Маршрутизация
Маршрутизация трафика обеспечивается с помощью системы, аналогичной Kademlia DHT, точнее говоря, каталог маршрутов постоянно обновляется из-за того, что конфигурация сети может поменяться, таким образом, сеть поддерживает оптимальную нагрузку через все узлы и выбирает самый короткий путь для трафика.

## Безопасность
Сеть приватная — трафик не может быть расшифрован никем, кроме узла, которому он должен быть доставлен. Сеть не анонимная — целью её создания было сделать не клон I2P/Tor, а сделать новый интернет. Таким образом, с помощью трассировки можно узнать цепочку узлов и выяснить ваш IPv4 адрес; очевидно, что при подключении типа маршрутизатор-маршрутизатор данная проблема отпадет и сеть станет также анонимной.

## Разработка
В данный момент происходит этап тестирования. Все желающие могут зайти в Git-репозиторий и загрузить исходный код.
Протокол cjdns доступен для большинства UNIX-подобных систем, таких как Linux (Debian, Ubuntu и др.), macOS, FreeBSD и Illumos. Имеется поддержка таких архитектур, как x86, x86-64, PowerPC, MIPS и ARMv6 (Raspberry Pi). Все это позволяет легко начать работу на старом или новом оборудовании. Протокол можно внедрить в распространенную прошивку OpenWrt для маршрутизаторов.

## Hyperboria
Hyperboria является экспериментальной децентрализованной сетью, созданной тестерами и разработчиками cjdns для проверки протокола. Она была создана для того, чтобы любые данные, при передаче через интернет, были надежно зашифрованы (без предоставления анонимности), а скорость доступа к ним стремилась к максимально возможной. Для реализации независимого децентрализованного DNS разработан модуль на базе системы псевдонимов криптоплатформы Nxt.

## Дополнительные материалы
- Официальный сайт  (англ.)
- Описание. Hyperboria: Интернет 2.0
- Как все устроено
- Маршрутизация
- Wi-Fi Mesh сети для самых маленьких
- Как работает mesh интернет (видео)